# Campagne du Neubourg
La campagne du Neubourg ou plateau du Neubourg est un pays de Normandie qui jouxte le Roumois au nord, le pays d'Ouche au sud-ouest, la vallée de la Risle à l’ouest et celle de l’Iton à l’est, et dont Le Neubourg est la capitale.

## Géographie
Plateau de craie et d'argile à silex, recouvert d'une épaisse couche de limon, cette région naturelle offre un paysage classique de campagne (appelée également champagne ou openfield, terme géographique international) : vastes étendues découvertes et plates, largement dominées par les cultures céréalières (blé), industrielles ou fourragères (90 % des terres arables), mais peu tournées vers l'élevage (les prairies n'occupant que 10 % des sols agricoles).
La monotonie du paysage est rompue, de manière ponctuelle, par quelques rares boisements, les lignes d'arbres le long des routes secondaires, les vergers entourant les villages, les parcs arborés des châteaux d'Harcourt et du Champ-de-Bataille.
Le plateau du Neubourg, d'une superficie d'environ 710 kilomètres carrés, est occupé notamment par les communes de Vitot, Épégard, le Troncq, la Pyle, Saint-Meslin-du-Bosc, Le Gros-Theil, Tourville-la-Campagne, Fouqueville, Mandeville, Criquebeuf-la-Campagne, Cesseville, Marbeuf, Saint-Aubin-d'Écrosville, Écauville, Sainte-Colombe-la-Commanderie, Le Tremblay, Combon, Bray, Écardenville-la-Campagne, Épreville-près-le-Neubourg et Villez-sur-le-Neubourg.
Le plateau du Neubourg est délimité par la vallée de la Risle à l’ouest, les vallées de l’Eure et de l’Iton au sud et à l’est et les petites vallées de l’Oison et d’Écaquelon au nord qui la distinguent du Roumois.

## Route départementale 39
Cette route départementale est un axe routier historique française reliant Évreux à Pont-Audemer, en passant par la campagne du Neubourg. Elle constitue une alternative touristique aux trajets plus rapides des routes nationale 13 et départementale 130 : desservant Le Neubourg en parallèle de l'ancienne ligne de chemin de fer Évreux-Le Neubourg (actuelle Voie verte d'Évreux à la vallée du Bec), 
Le tracé entre Évreux et Le Neubourg est déjà visible sur la carte de Cassini . On lit aussi clairement le trajet entre Pont-Audemer et Saint-Philbert. On en déduit que le tronçon entre Champ-de-Bataille par La Neuville-du-Bosc et Saint-Martin-du-Parc est postérieur à 1757 et a constitué une route nouvelle à travers la forêt du Neubourg, évitant ainsi un passage par Harcourt (RD137) et Calleville jusqu'au Bec.